# Marbach an der Kleinen Erlauf
Marbach an der Kleinen Erlauf ist eine Ortschaft und als Marbach eine Katastralgemeinde der Gemeinde Wieselburg-Land im Bezirk Scheibbs in Niederösterreich.

## Geschichte
Laut Adressbuch von Österreich waren im Jahr 1938 in der Ortsgemeinde Marbach an der Kleinen Erlauf ein Gastwirt, ein Gemischtwarenhändler, ein Schmied, ein Wagner und einige Landwirte ansässig.

## Siedlungsentwicklung
Zum Jahreswechsel 1979/1980 befanden sich in der Katastralgemeinde Marbach insgesamt 113 Bauflächen mit 43.119 m² und 72 Gärten auf 108.097 m², 1989/1990 gab es 112 Bauflächen. 1999/2000 war die Zahl der Bauflächen auf 133 angewachsen und 2009/2010 bestanden 178 Gebäude auf 317 Bauflächen.

## Bodennutzung
Die Katastralgemeinde ist landwirtschaftlich geprägt. 476 Hektar wurden zum Jahreswechsel 1979/1980 landwirtschaftlich genutzt und 153 Hektar waren forstwirtschaftlich geführte Waldflächen. 1999/2000 wurde auf 477 Hektar Landwirtschaft betrieben und 153 Hektar waren als forstwirtschaftlich genutzte Flächen ausgewiesen. Ende 2018 waren 453 Hektar als landwirtschaftliche Flächen genutzt und Forstwirtschaft wurde auf 151 Hektar betrieben. Die durchschnittliche Bodenklimazahl von Marbach beträgt 57,8 (Stand 2010).